# قمة الكوريتين

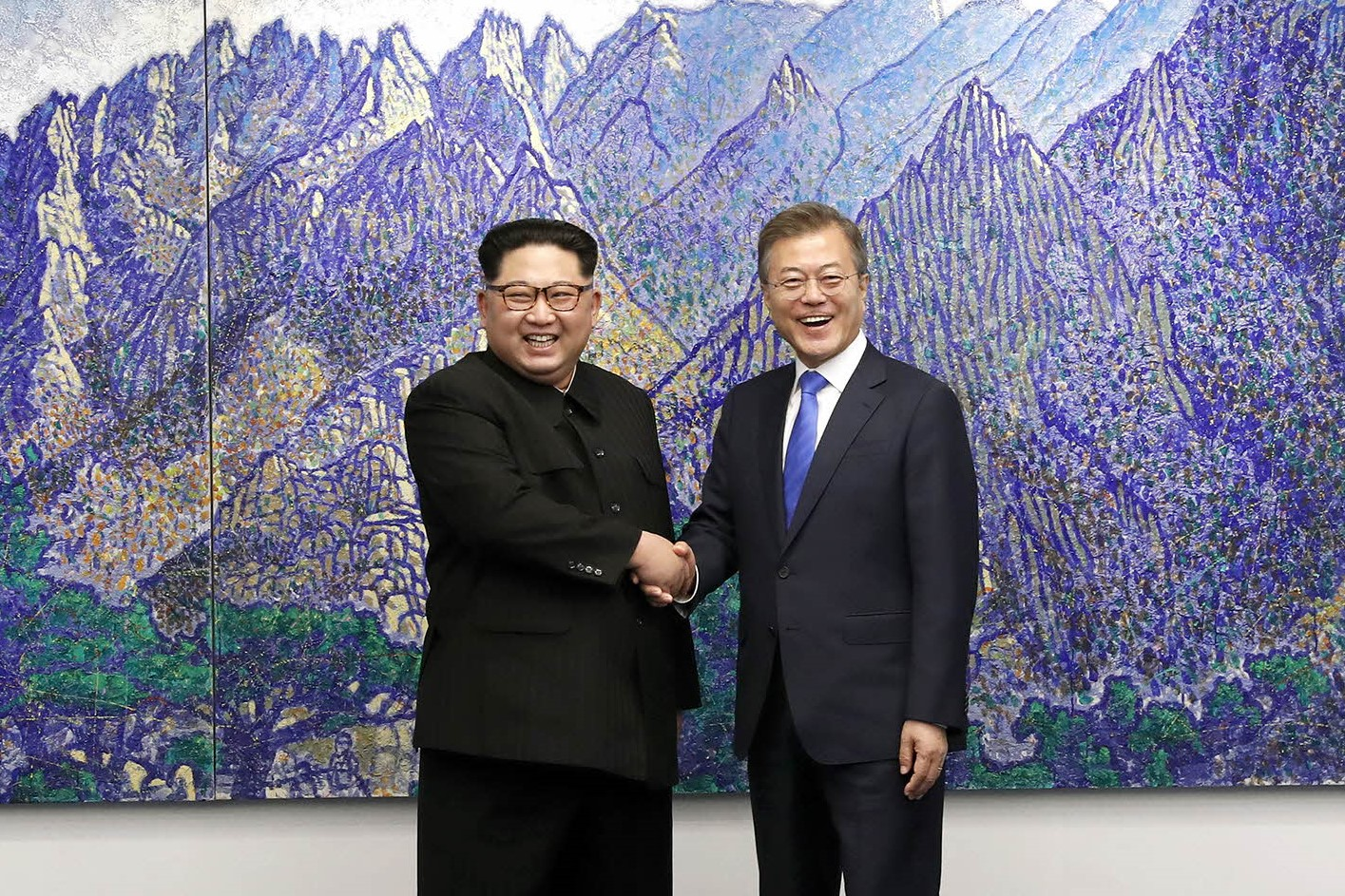

قمة الكوريتين هي اجتماعات بين قادة كوريا الشمالية وكوريا الجنوبية. حيث كانت هناك أربعة من هذه الاجتماعات حتى الآن، (2000، 2007، أبريل 2018، ومايو 2018). أهمية هذه القمم يكمن في عدم وجود اتصالات رسمية بين كوريا الشمالية وكوريا الجنوبية، مما يجعل مناقشة القضايا السياسية والاقتصادية صعبة. جداول أعمال القمم شملت مواضيع مثل نهاية حرب 1953، ونشر أعداد كبيرة من القوات العسكرية في المنطقة المنزوعة السلاح (حوالي مليوني جندي في المجموع)، وتطوير الأسلحة النووية من قبل كوريا الشمالية وقضايا حقوق الإنسان.

## نظرة عامة

### قمة 2000
في عام 2000 إلتقى ممثلي الحكومتين للمرة الأولى منذ تقسيم شبه الجزيرة الكورية. كيم داي-جونغ، رئيس كوريا الجنوبية الذي وصل إلى مطار سونان الدولي ببيونغ يانغ. وكيم جونغ إيل، الزعيم الأعلى لكوريا الشمالية.
| المشاركون:       | كيم داي جونغ رئيس كوريا الجنوبية، وكيم جونغ-ايل الزعيم الأعلى لكوريا الشمالية                                                        |
| مكان الاجتماع:   | بيونغ يانغ، كوريا الشمالية |
| تاريخ الاجتماع:  | 13 يونيو - 15 يونيو 2000 |
| نتائج المحادثات: | العمل على تخفيف التوترات العسكرية والتعاون في المجال الاقتصادي والصحي والتعليمي من أجل تحقيق السلام والإزدهار في شبه الجزيرة الكورية |

### قمة 2007
في يونيو 2007، شملت القمة اعتماد إعلان مشترك شمل سبل حل القضية النووية في شبه الجزيرة الكورية، والترويج للنشاط الاقتصادي بين الكوريتين في مختلف مشاريع التعاون.
| المشاركون:       | روه مو هيون رئيس كوريا الجنوبية وكيم جونغ إيل الزعيم الأعلى لكوريا الشمالية.                          |
| مكان الاجتماع:   | بيونغ يانغ، كوريا الشمالية                                                                            |
| تاريخ الاجتماع:  | 2 أكتوبر/4 أكتوبر، 2007                                                                               |
| نتائج المحادثات: | استبدال الهدنة الحالية جراء الحرب الكورية، بمعاهدة سلام دائمة. وتوحيد كوريا تحت مظلة الأمن والإزدهار. |

### قمة أبريل 2018
قمة عقدت في 27 أبريل 2018 بكوريا الجنوبية في المنطقة الأمنية المشتركة (بانمنجوم). وهي كانت القمة الثالثة بين كوريا الجنوبية والشمالية، التي صادق عليها رئيس كوريا الجنوبية مون جاي إن، والزعيم الأعلى لكوريا الشمالية كيم جونغ أون.
| المشاركون:       | مون جاي إن رئيس كوريا الجنوبية وكيم جونغ أون القائد الأعلى لكوريا الشمالية |
| مكان الاجتماع:   | الأمنية المشتركة في المنطقة، كوريا الجنوبية                                |
| تاريخ الاجتماع:  | 27 أبريل                                                                   |
| نتائج المحادثات: | إعلان "بانمنجوم"                                                           |

### قمة ماي 2018
في 26 مايو 2018، الزعيمان مون جاي إن وكيم جونغ أون، يلتقيان مجددا في المنطقة الأمنية المشتركة.

## انظرا أيضا
- قمة كوريا الشمالية والولايات المتحدة الأمريكية 2018
- سياسة الشمس المشرقة